# Казимир Олеарський
Казимир Олеарський (пол. Kazimierz Olearski; 12 лютого 1855, Вєльке Дрогі — 15 лютого 1936, Краків) — польський науковець, професор фізики Львівської політехніки, на той час Вищої політехнічної школи, який в 1913—1914 н.р. був її ректором.

## Біографія
Народився у Вєльких Дрогах Вадовицького повіту (тепер Краківський повіт, Польща) в родині землевласника Владислава Олеарського та Меланії з родини Стрижовських. Після закінчення Краківської середньої школи навчався на факультеті математики в Ягеллонському університеті у місті Краків.
З 1878 року працював асистентом в Астрономічній обсерваторії університету, продовжуючи навчання в Лейпцигу та Берліні.
У 1880 році захистив в Берлінському університеті докторську дисертацію, а в 1882 році в Ягеллонському університеті здобув докторський ступінь в галузі теоретичної фізики. У 1885 році він закінчив роботу в обсерваторії й Академії наук. У 1885/86 навчався в Парижі і Оксфорді.
Після повернення в 1886 році він став доцентом експериментальної фізики, метеорології та кліматології в Вищій рільничій школі [Архівовано 29 липня 2017 у Wayback Machine.] (школа сільського господарства) в Дублянах.
У 1889 році він вступив на хімічний факультет Технічного університету Львова, протягом року викладав одночасно в обох університетах. У 1890 році закінчив свою роботу в Дублянах.
З 1889 — професор фізики у Львівській політехніці, із 1896 по 1898 р. декан хімічно-технологічного відділу. 30 червня 1913 став ректором Львівської політехніки й займав цю посаду до 1915 року. Водночас він був членом Національного Сейму Галичини.
У 1918 році залишив кафедру хімії. Після відставки викладав до 1922 року в Департаменті земельних і водних ресурсів.
Він призначив Тадеуша Годлевського як свого наступника і продовжувача роботи.
Помер у віці 81 року, похований на Раковицькому цвинтарі.

## Наукові досягнення
Значна частина роботи публікацій Казимира Олеарського опубліковано в Академії наук, вони стосувалися експериментальної електротехніки, оптики, теорії пружності і математики. Зробив поважний внесок в історію розвитку практичних електротехнічних досліджень, опублікував ряд наукових праць з цієї тематики: новий спосіб вимірювання малих електричних опорів, дослідження електричних осциляцій в електричних колах, характеристики змінного струму.
Він був поліглотом, вільно володів англійською, німецькою, російською та романськими мовами.
Польську науку представляв на численних зустрічах, конференціях і конгресах, організованих у Великій Британії, Франції, Швейцарії, Австрії, Німеччини, Чехії та інших.